# Thérèse Couderc
Pour les articles homonymes, voir Couderc.
Thérèse Couderc, née Marie-Victoire Couderc, le 1er février 1805 à Sablières (Ardèche) et décédée le 26 septembre 1885 à Lyon, est une religieuse, fondatrice des Sœurs de Notre-Dame du Cénacle à Lalouvesc. Elle est considérée comme sainte par l'Église catholique.

## Enfance et vocation

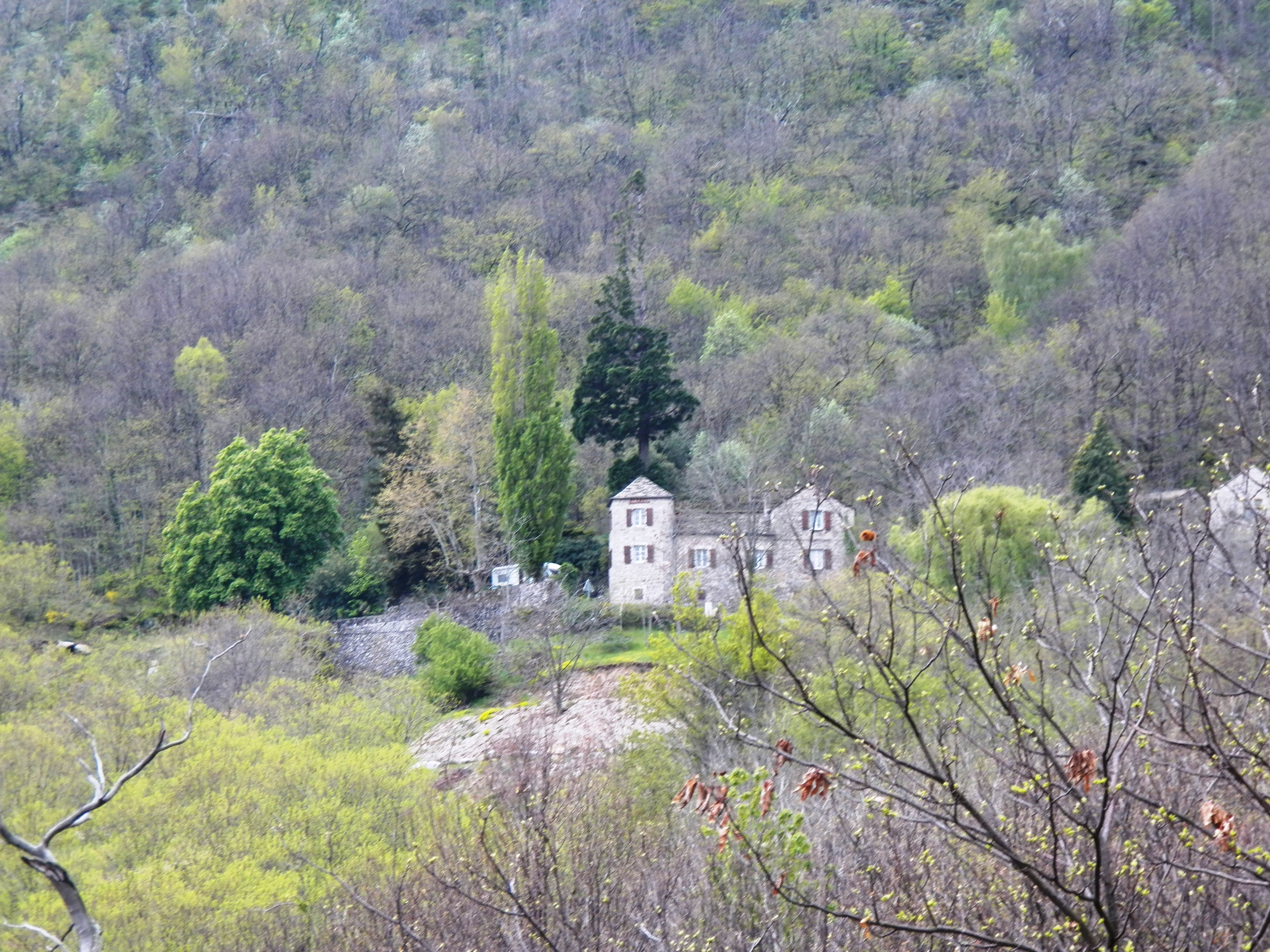
Le Mas, maison voisine de la maison natale de Thérèse Couderc.

Marie-Victoire Couderc naquit au Mas, hameau de la commune ardèchoise de Sablières. Elle est la quatrième des douze enfants d'Anne Méry et Claude Couderc qui vivaient dans un milieu rural simple,,. La photo ne correspond pas à la maison natale qui était beaucoup plus simple comme l'étaient les fermes vivaroises typiques des XVIIIe et XIXe siècles.
Très tôt, Thérèse manifesta une profonde vocation religieuse. À 17 ans, elle rejoignit le pensionnat des Vans tenu par les sœurs de Saint-Joseph. En 1826, elle entra au noviciat à Alba-la-Romaine pour devenir religieuse, dans une congrégation fondée par Étienne Terme, prêtre d'Ardèche, elle y prit le nom de sœur Thérèse,,.
Nommé en 1824 dans la paroisse de Lalouvesc, lieu de pèlerinage de saint Régis, le père Terme, observant qu'il n'y avait aucune structure pour recevoir les femmes qui venaient à ce pèlerinage, ouvrit une maison d'accueil qui leur était destinée. Il parvint dès l'hiver 1825–1826 à organiser un premier accueil, et entreprit la construction d'une maison dédiée à cet accueil des femmes et qui sera la première maison de la congrégation des Sœurs de Notre-Dame du Cénacle ou le Cénacle. C'est en 1827 qu'il appela Thérèse et deux de ses sœurs pour prendre en charge cette nouvelle fondation. Thérèse, qui n'avait alors que 23 ans dut remplir les fonctions de supérieure,,.

## Fondation

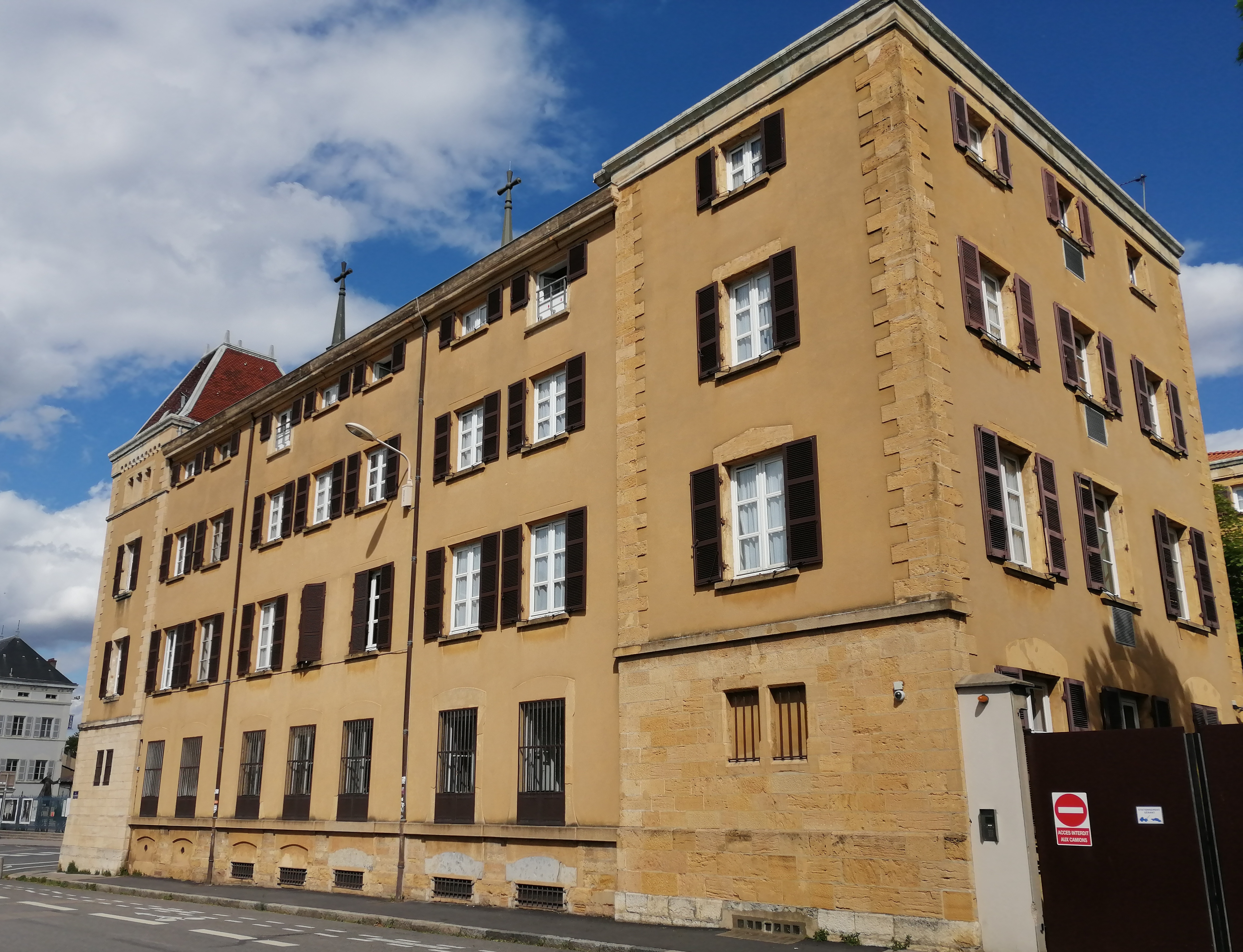
Maison du Cénacle à Lyon.

Thérèse intervint alors auprès du père Terme pour que l'hospitalité matérielle qui était proposée aux femmes en pèlerinage s'infléchisse vers l'ouverture à une vie spirituelle plus intense avec une formation à la prière et un approfondissement de la foi chrétienne.  Le père Terme ayant vécu une retraite selon les Exercices de saint Ignace de Loyola, fondateur des Jésuites, va alors inscrire la fondation nouvelle dans ce grand courant de spiritualité. Celle-ci deviendra la base solide de la formation de sœurs et de leur mission et elle s'enrichira des dons propres d'Étienne Terme et de Thérèse Couderc (« se livrer sans réserve à la conduite de l'Esprit », « Dieu est plus que bon, il est la Bonté ») marqués par la spiritualité de l'école française et plus tard par le mystère biblique particulier du Cénacle introduit par le livre des Actes des Apôtres au chapitre 1.
L'œuvre des retraites se développa et se détacha de la Congrégation de Saint Régis que le père Terme avait fondée auparavant pour l'éducation des enfants pauvres de la région ardéchoise. C'est ainsi que l'institution se divisa en deux branches, les sœurs des écoles (Sœurs de saint Régis) et les sœurs de la retraite qui seront appelées plus tard Sœurs de Notre-Dame du Cénacle,,.

## Épreuves et fin de vie

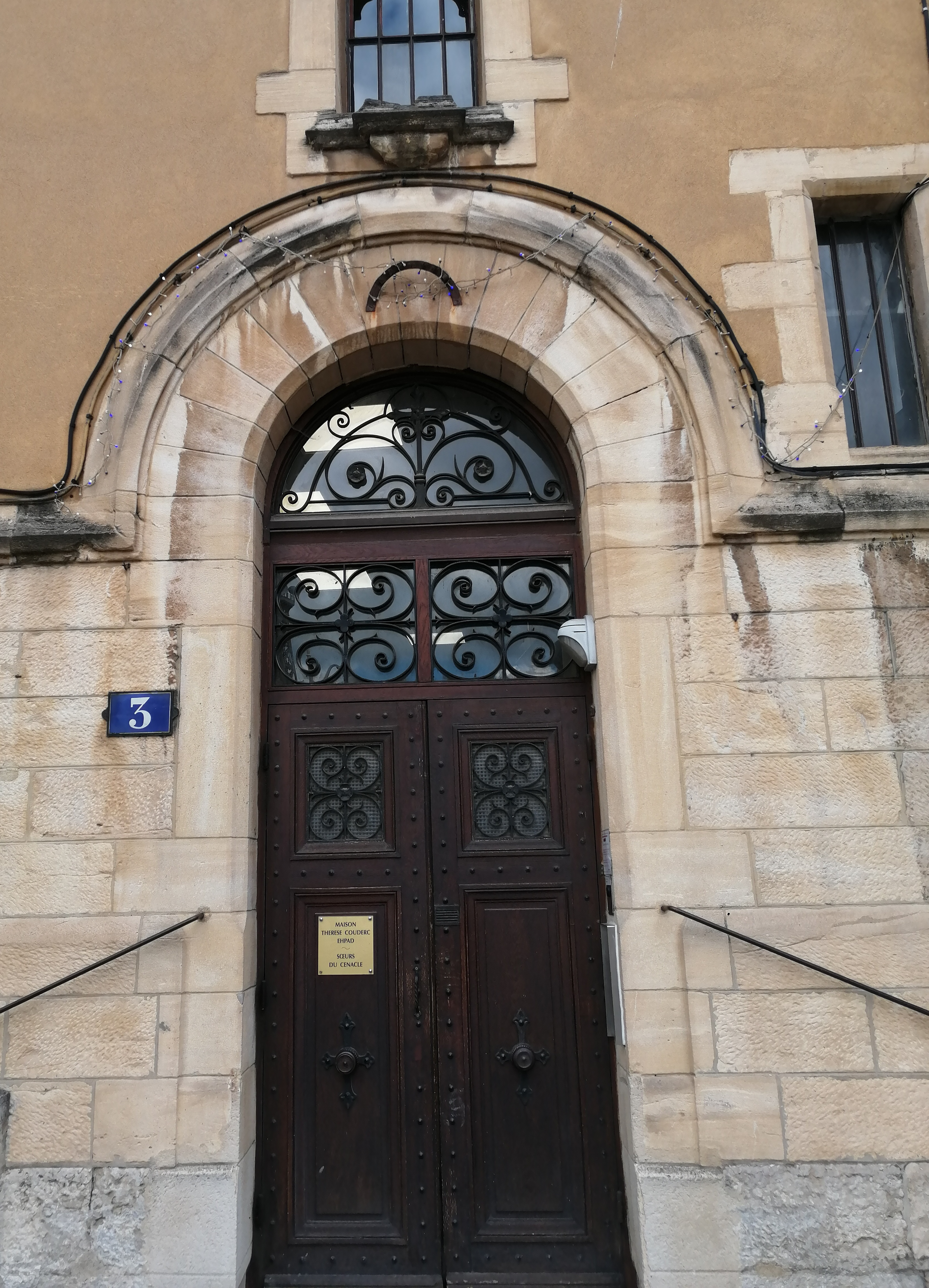
Maison Thérèse Couderc, sœur du Cénacle, à Lyon.

Le père Terme mourut en décembre 1834, mais Thérèse réussit à maintenir l'œuvre avec l'aide du provincial des Jésuites. Toutefois, l'épuisement l'obligea à partir se reposer au sanctuaire de Notre-Dame d'Ay, près de Lalouvesc. L'année suivante, à la suite d'intrigues, elle fut déposée de sa charge et remplacée à la tête de l'institution,,.
Elle vécut dès lors dans l'ombre et l'humilité, n'intervenant que pour quelques missions difficiles : à Lyon, pour l'acquisition d'un terrain en vue d'y construire la maison de Fourvière, puis à Paris pour régler un conflit au sein d'une communauté,.
Elle ira aussi à Montpellier d'où elle écrira le texte Se livrer. Elle y écrivit notamment : « … Se livrer c’est .... ne plus s’occuper du moi que pour le tenir toujours tourné vers Dieu. Se livrer, c'est aussi cet esprit de détachement qui ne tient à rien, ni pour les personnes, ni pour les choses, ni pour le temps, ni pour les lieux. C'est adhérer à tout, accepter tout, se soumettre à tout,>,. »
À partir de 1867 Thérèse vécut à Lyon, sur la colline de Fourvière, où elle fait de la catéchèse à des adultes, organise des retraites, soigne ses sœurs malades, et se consacre à la prière dans l'humilité et la discrétion, n'ayant plus du tout un rôle prépondérant. Ce n'est qu'en 1877 que la nouvelle supérieure fera reconnaître officiellement Thérèse comme cofondatrice de l'institution avec le père Terme,.
Pendant ce temps, le Cénacle se développait, de nombreuses maisons s'ouvraient en France et à l'étranger
Les sœurs ont des communautés dans 15 pays et animent diverses retraites et formations dans des pays où elles ne sont pas implantées (Chine, Malaisie, Bénin…). 
Thérèse Couderc mourut à Lyon, au Cénacle, le 26 septembre 1885, son corps fut ramené à Lalouvesc le 29 septembre. Avec Saint Régis et sainte Thérèse Couderc, Lalouvesc est un lieu de pèlerinage particulièrement fréquenté entre juin et septembre. Le 22 septembre 2018, son corps est déposé à la basilique Saint-Régis de Lalouvesc.

## Béatification - canonisation - fête
Thérèse Couderc a été béatifiée le 4 novembre 1951 à Rome par le Pape Pie XII.

Elle est canonisée le 10 mai 1970 à Rome par le Pape Paul VI,,.
Sa fête a été fixée au 26 septembre.

## Sources
- Osservatore Romano
- Documentation Catholique : 1951 col.1561-1566 ; 1970 p. 559-562
- K. Stogdon, Expressions of Self-surrender in Nineteenth-Century France: The Case of Therese Couderc (1805-1885), dans Laurence Lux-Sterritt and Carmen Mangion (eds), Gender, Catholicism and Spirituality: Women and the Roman Catholic Church in Britain and Europe, 1200-1900 (Basingstoke, Palgrave Macmillan, 2011)